# Falck & Roussel

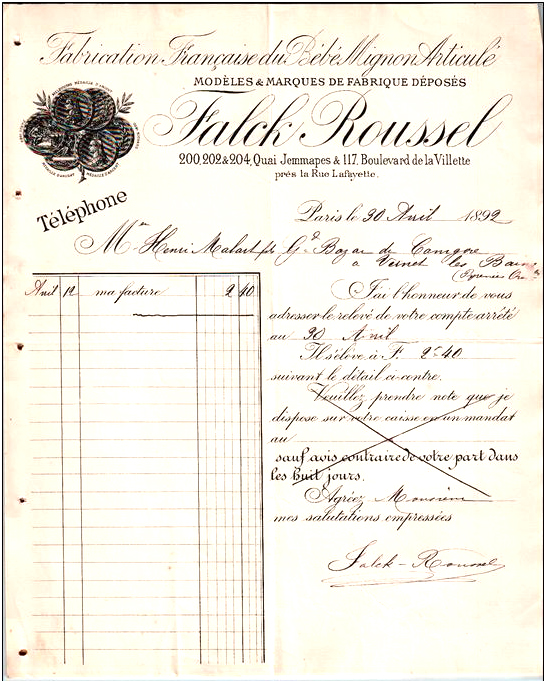
Rechnungsvordruck von Falck Roussel mit Adressangaben;
datiert 30. April 1892

Falck & Roussel (F.R.) oder Falck Roussel, auch bekannt als Adolph Falck, war ein im 19. Jahrhundert in Frankreich gegründeter Puppenhersteller mit Sitz in Paris. Die Firma war eine der ersten französischen, die Babypuppen aus Kompositionsmasse herstellten.

## Geschichte
Das Unternehmen wurde 1880 gegründet und ließ 1885 die Schutzmarken F. R. und Bébé Mignon eintragen.
In der Zeit von 1886 bis 1902 wurden mehrere Millionen Puppen der Marke Bébé Mignon produziert.
Die Firma hatte zwei nahe beieinanderliegende Niederlassungen:
1. 117 Boulevard de la Villet (48° 52′ 49,7″ N, 2° 22′ 11,6″ O)[2]
2. 200 – 204 Quai Jemmapes (48° 52′ 50,8″ N, 2° 22′ 9,5″ O) nahe der Rue La Fayette[2]